# Fuwwa
Fuwwa – miasto w Egipcie, w muhafazie Kafr asz-Szajch. W 2006 roku liczyło 63 175 mieszkańców.